# Schwarzer Januar

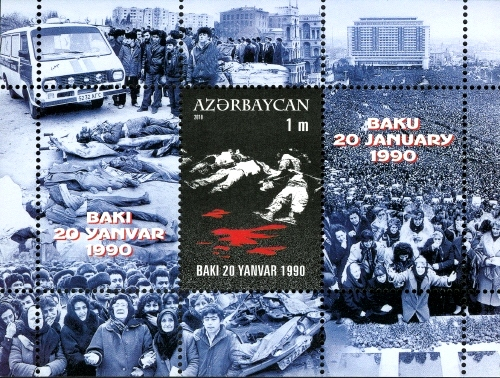
Gedenkbriefmarke zur Einheit Aserbaidschans und über die Ereignisse des Schwarzen Januars

Als Schwarzer Januar wird die gewaltsame Niederschlagung der aserbaidschanischen Unabhängigkeitsbewegung sowie des Pogroms gegen die Armenier in Baku vom 19. bis 20. Januar 1990 durch Truppen der Sowjetunion bezeichnet. Das Ereignis forderte den Tod von über einhundert Zivilisten, überwiegend Aserbaidschanern, wogegen beim Pogrom zuvor etwa 90 Armenier getötet worden waren.
In einer Resolution vom 22. Januar 1990 erklärte der Oberste Sowjet der Aserbaidschanischen SSR, dass das Dekret des Präsidiums des Obersten Sowjets vom 19. Januar, das einen Ausnahmezustand über Baku verhängte und es unter militärische Kontrolle stellte, als aggressiver Akt aufgefasst wird. Der Schwarze Januar wird als die Wiedergeburt der Republik Aserbaidschan angesehen und ist eines der Ereignisse während der Glasnost- und Perestroika-Ära, bei dem die Sowjetunion mit Gewalt gegen Andersdenkende vorging, aber auch nationale Minderheiten schützte.

## Ereignisse

### Vorgeschichte
Am 9. Januar 1990 stimmte der Oberste Sowjet der Armenischen SSR dafür, Bergkarabach in seinen Staatshaushalt einzubeziehen und erlaubte der Bevölkerung an armenischen Wahlen teilzunehmen. Dies stellte eine Missachtung der sowjetischen Herrschaft und der aserbaidschanischen Rechtsprechung dar und führte zu Verärgerung in ganz Aserbaidschan. Darauf folgten Demonstrationen der Volksfront-Partei Aserbaidschans mit der Forderung, aserbaidschanische kommunistische Funktionäre zu verdrängen und der Forderung einer Unabhängigkeit von der Sowjetunion. Die Rhetorik der Partei war stark anti-armenisch. Am 12. Januar organisierte die Volksfront-Partei Aserbaidschans einen nationalen Verteidigungsausschuss mit Niederlassungen in Fabriken und Büros in Baku, um die Menschen für einen Kampf gegen die armenische Bevölkerung zu mobilisieren.
Lokale aserbaidschanische Behörden waren aufgrund interner Streitereien nicht in der Lage zu agieren und die Ordnung wiederherzustellen. Zudem gaben aserbaidschanische Behörden den 12.000 Soldaten des Innenministeriums den Befehl, bei den Randalen in Baku nicht zu intervenieren. Zahlreiche Einheiten der Sowjetarmee und Flotteneinheit der Baku Garnison und Kaspischen Flottille griffen nicht ein, um die Gewaltausbrüche zu stoppen, und behaupteten keinen Befehl für ein Einschreiten von den Moskauer Behörden erhalten zu haben. Ab dem 13. Januar fanden massive anti-armenische Pogrome statt, die den Tod von 90 Armeniern zur Folge hatten. Tausende weitere flohen aus Baku oder wurden von der Sowjetarmee evakuiert.

### Ausnahmezustand

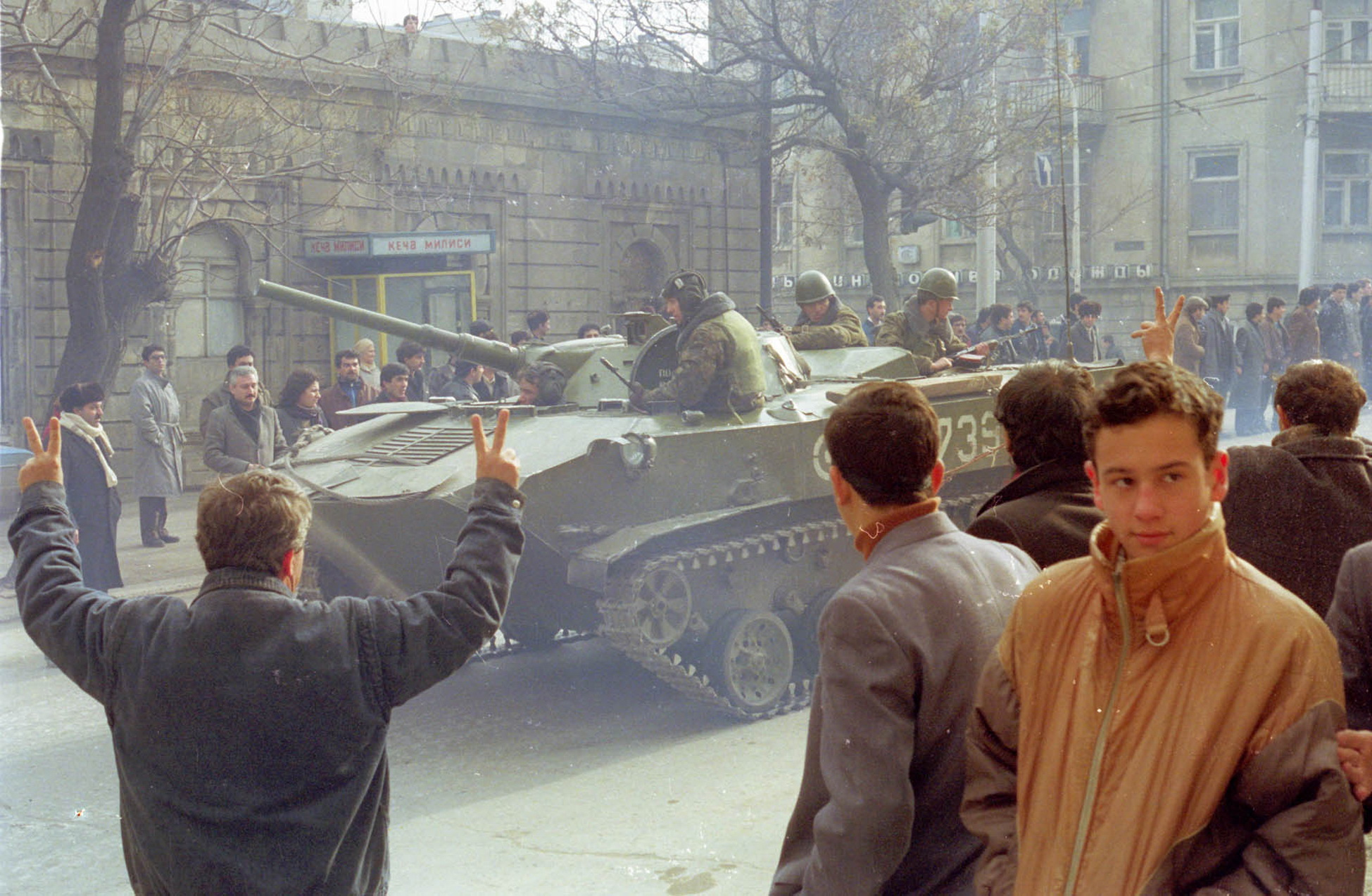
Besetzung Bakus durch die Sowjetische Armee

Am 15. Januar riefen die Behörden den Ausnahmezustand in anderen Teilen Aserbaidschans aus, jedoch nicht in Baku. Die Pogrome gegen die armenische Bevölkerung begannen nachzulassen. Aus Angst vor einer Intervention der zentralen sowjetischen Behörden fing gleichzeitig die Volksfront-Partei Aserbaidschans, welche bereits die Kontrolle in zahlreichen aserbaidschanischen Regionen übernommen hatte, mit der Blockade militärischer Kasernen an.
Nachdem die zentrale Fernsehstation zerstört wurde und die sowjetischen Spezialeinheiten die Telefon- und Radioverbindung kappten, marschierten am späten Abend des 19. Januar 1990 26.000 Soldaten der Sowjetarmee, der Inneren Truppen und der Marine in Baku ein und durchbrachen die Barrikaden, um die Unruhen gegen die Armenier sowie die aserbaidschanische Volksfront niederzuschlagen.
Im Anschluss an die blutige Niederschlagung des Aufstandes erklärte Michail Gorbatschow in einem 12-minütigen Auftritt im Sowjetfernsehen, er bedauere die Toten und dass es keinen anderen Ausweg mehr gab, als das Militär einzusetzen: „Die Ereignisse in Baku haben eine besonders tragische Wendung genommen. Es gab immer mehr Forderungen nach Machtergreifung mit Gewalt.“ Gorbatschows größter innenpolitischer Gegner und späterer Präsident Russlands Boris Jelzin verurteilte seine Entscheidung: „Es ist ein Fehler, Truppen zu entsenden und ethnische Auseinandersetzungen durch Gewaltanwendung zu unterdrücken.“

## Opferzahl
Laut einem Bericht wurden 93 Aserbaidschaner sowie 29 sowjetische Soldaten am 19. Januar bei Straßenkämpfen getötet. Anderen Berichten zufolge wurden 21 Soldaten getötet und 90 bei den Kämpfen verwundet. Jedoch ist immer noch umstritten, wie die Soldaten gestorben sind. Die Opferzahl auf Seiten der Soldaten ist laut sowjetischen Behörden auf den bewaffneten Widerstand zurückzuführen, obwohl der Tod der Soldaten ebenfalls durch Eigenbeschuss verursacht worden sein kann.